# Richmond, Indiana
Richmond este o localitate, municipalitate și sediul comitatului Wayne, statul Indiana, Statele Unite ale Americii.

## Persoane faimoase
Muzicianul, compozitorul și dirijorul american Lawrence Welk, cunoscut mai ales pentru The Lawrence Welk Show, care a fost un spectacolal săptămânal de televiziune între 1955 și 1982, a devenit în 2007 un membru al Gennett Records Walk of Fame din Richmond, Indiana, fiind ales pentru contribuția sa la promovarea muzicii de Bing Band.